# Любовиште (Косово)
Любови́ште (серб. Љубовиште / Ljubovište; алб. Lybevisht) — село в южной Метохии. Согласно административно-территориальному делению автономного края Косово и Метохия (в составе Сербии) село относится к общине Гора Призренского округа; согласно административно-территориальному делению частично признанной Республики Косово село относится к общине Драгаш Призренского округа.

## Общие сведения
Численность населения по данным на 2011 год — 773 человека (из них мужчин — 385, женщин — 388).
Село Любовиште расположено в исторической области Гора, жители села — представители исламизированной южнославянской этнической группы горанцев. При этом в Любовиште наряду с ещё одним селом Горы, Драгашем, представлена значительная по численности албанская община. Так, по данным переписи 2011 года 433 жителя Любовиште указали своей национальностью горанскую, 306 жителей — албанскую, 29 жителей — боснийскую, 1 житель — сербскую. В качестве родного языка во время переписи жители села указали албанский (306 человек), сербский (105 человек) и боснийский (23 человека), другой язык (помимо сербского, боснийского, албанского, турецкого и цыганского) указали 337 человек; согласно переписи почти все жители Любовиште (757 человек) — граждане Косова, 9 человек — граждане Сербии. Большинство жителей села (655 человек) исповедуют мусульманскую религию.
Динамика численности населения в Любовиште с 1948 по 2011 годы:
| Численность населения | Численность населения | Численность населения | Численность населения | Численность населения | Численность населения | Численность населения |
| 1948                  | 1953                  | 1961                  | 1971                  | 1981                  | 1991                  | 2011                  |
| --------------------- | --------------------- | --------------------- | --------------------- | --------------------- | --------------------- | --------------------- |
| 344                   | 352                   | 384                   | 541                   | 690                   | 799                   | 773                   |

В северо-восточной части Любовиште граничит с окраинами горанского села Драгаш. Приблизительно в 1 километре к юго-западу от Любовиште расположено село Кукуляне, а в 2 километрах к юго-востоку — село Лештане.

## История
В 1914 году на территории Македонии проводил научные исследования российский лингвист А. М. Селищев. На изданной им в 1929 году этнической карте региона Полог населённый пункт Любовиште был указан как болгарское село.
В 1916 году во время экспедиции в Македонию и Поморавье село Любовиште посетил болгарский языковед С. Младенов, по его подсчётам в селе в то время было около 70 домов.